# Destins confondus
Pour plus de détails, voir Fiche technique et Distribution.
Destins confondus (Switched at Birth) est un téléfilm américain réalisé par Douglas Barr, diffusé en 1999.

## Synopsis
Deux mères, Sarah Barlow et Linda Wells, issues de milieux différents, accouchent le même jour d'un garçon dans la même clinique. Mais lors de la toilette des nouveau-nés, un infirmier distrait intervertit les bracelets. Les deux jeunes femmes, ne se rendant compte de rien, sympathisent et promettent de se revoir.

## Fiche technique
- Titre original : Switched at Birth
- Réalisation : Douglas Barr
- Scénario : Arlene Sarner et Jerry Leichtling
- Photographie : James Bartle
- Musique : Stewart Levin
- Pays : États-Unis
- Durée : 85 min
- genre : Drame

## Distribution
- Rosanna Arquette (VF : Virginie Ledieu) : Linda Wells
- Melissa Gilbert (VF : Josiane Pinson) : Sarah Barlow
- David Andrews (VF : Érik Colin) : James Barlow
- Mary Mara : Judy
- Susan Barnes : Marie
- James McCaffrey (VF : Guy Chapellier) : Darryl
- Ron Snyder (VF : Jean-Luc Kayser) : Bert
- Lester B. Hanson : Docteur Lee
- Peter Lohnes : Docteur Ullman
- Joe Ivy : Joseph